# American Institute of Biological Sciences
American Institute of Biological Sciences (AIBS) is een wetenschappelijke associatie die zich richt op het bevorderen van biologisch onderzoek en onderwijs in de Verenigde Staten. De organisatie is in 1947 opgericht als deel van de National Academy of Sciences. In de jaren vijftig werd de AIBS een onafhankelijke organisatie. Het hoofdkwartier bevindt zich in Washington D.C.
Bij de AIBS kunnen individuele biologen en biologische organisaties zich aansluiten. De organisatie richt zich op het vestigen van samenwerkingsverbanden op het gebied van onderzoek, onderwijs en publiek beleid. De organisatie publiceert het wetenschappelijke tijdschrift BioScience en onderhoudt de educatieve website ActionBioscience.org. De AIBS verzorgt wetenschappelijke peer review en verleent adviesdiensten aan overheidsinstellingen en andere cliënten. De associatie organiseert bijeenkomsten en stuurt wetenschappelijke programma's aan. De AIBS werkt samen met de Natural Science Collections Alliance, een Amerikaanse non-profit-associatie die zich richt op de ondersteuning van natuurwetenschappelijke collecties, hun menselijke middelen, de instituten die de collecties huisvesten en hun onderzoeksactiviteiten. 
De organisatie kiest ieder jaar een nieuw bestuur en een nieuwe voorzitter. In 1990 was dit Paul R. Ehrlich; in 1984 was dit Peter Raven en in 1981 was dit Winslow Briggs. 
De AIBS reikt meerdere onderscheidingen uit. De AIBS Distinguished Scientist Award wordt jaarlijks uitgereikt aan individuen die een significante wetenschappelijke bijdrage hebben geleverd aan de biologie. Ontvangers zijn onder meer: Stephen Jay Gould (2002), Paul R. Ehrlich (2001), Ernst Mayr (2000), Lynn Margulis (1998), Peter Raven (1981), George Gaylord Simpson (1978) en Edward O. Wilson (1976).

## Selectie van aangesloten biologen
- Michael Balick
- Winslow Briggs
- Kenneth M. Cameron
- Laurence Dorr
- Paul R. Ehrlich
- Lynn Margulis
- Peter Raven
- Amy Rossman
- Erik Smets
- Edward O. Wilson

## Selectie van aangesloten organisaties
- American Museum of Natural History
- American Public Gardens Association
- American Society of Plant Taxonomists
- Arnold Arboretum
- Botanical Research Institute of Texas
- Botanical Society of America
- Brigham Young University
- Brooklyn Botanic Garden
- California Academy of Sciences
- Chicago Botanic Garden
- Cornell University
- Duke University
- Field Museum of Natural History
- Harvard Museum of Natural History
- Instituto de Geologia, Universidad Nacional Autonoma de Mexico
- Michigan State University
- Missouri Botanical Garden
- Morton Arboretum
- Museum of Comparative Zoology
- Mycological Society of America
- National Museum of Natural History
- National Tropical Botanical Garden
- New York Botanical Garden
- North Carolina Botanical Garden
- North Carolina Museum of Natural Sciences
- North Carolina State University Herbarium
- Purdue University Entomology Environmental Lab
- Society for Economic Botany
- Texas A&M University Department of Entomology
- Torrey Botanical Society
- University of California, Berkeley